# Walter Hill (réalisateur)
Pour les articles homonymes, voir Walter Hill et Hill.
Walter Hill est un producteur, réalisateur et scénariste américain, né le 10 janvier 1942 à Long Beach, en Californie (États-Unis). Il est connu pour ses films d'action aux allures de western.

## Biographie
Il commence sa carrière cinématographique en 1967 en tant que réalisateur de seconde équipe sur deux films mettant en vedette Steve McQueen : L'Affaire Thomas Crown, de Norman Jewison et Bullitt, réalisé par Peter Yates. Au début des années 1970, il écrit plusieurs scénarios dont celui de Guet-apens pour Sam Peckinpah, d'après le roman de Jim Thompson, ainsi que celui de Le Piège, un drame d'espionnage que réalise John Huston.
Hill passe à la mise en scène en 1975 avec Le Bagarreur.  Se déroulant durant la grande dépression, il met en vedette Charles Bronson, alors au sommet de sa popularité, et est produit par Lawrence Gordon, avec qui Hill travaillera régulièrement. Puis, Hill écrit et dirige le film Driver aux courses poursuites exceptionnelles. Portant sur la préparation d'un hold-up, Driver est un des rares films américains mettant en vedette Isabelle Adjani.
En 1979, il réalise le film devenu culte, Les Guerriers de la nuit, regard sur le monde violent des bandes de rues. Puis, il produit  Alien, le huitième passager.  Le film connait un succès mondial et est devenu depuis un incontournable du cinéma d'horreur.  À titre de producteur ou de scénariste, Hill sera impliqué dans les différentes suites de Alien, mais ne réalisera aucun épisode de la série.
Hill enchaîne en réalisant Le Gang des frères James, qui est à la fois son premier western et sa première collaboration avec le musicien Ry Cooder, avec qui il retravaillera à de nombreuses reprises.  Le Gang des frères James permet à Hill de participer à la compétition du festival de Cannes pour la seule fois de sa carrière.  Hill dirige aussi Sans retour, un drame d'aventures se déroulant dans les bayous de la Louisiane et évoquant le Delivrance de John Boorman.
En 1983, Hill obtient un succès impressionnant avec 48 Heures, une comédie policière dont les vedettes sont Nick Nolte et Eddie Murphy. Les autres films qu'il réalise au cours des années 1980, comme le drame musical Les Rues de feu ou la comédie Comment claquer un million de dollars par jour, ont moins d'impact.
Ses deux plus grands succès sont :
- 48 Heures, qui rapporte 78,8 millions de dollars aux États-Unis en 1982 (212,6 millions au prix du ticket de 2015) ;
- 48 Heures de plus, qui rapporte 80,8 millions de dollars aux États-Unis en 1990, (159,3 millions au prix du ticket de 2015)[1].

Walter Hill s'est souvent associé à Ry Cooder pour ses musiques de films.

## Filmographie
Sauf indication contraire, les informations mentionnées dans cette section peuvent être confirmées par la base de données cinématographiques IMDb,  présente dans la section « Liens externes ».

### Réalisateur
- 1975 : Le Bagarreur (Hard Times)
- 1978 : Driver (The Driver)
- 1979 : Les Guerriers de la nuit (The Warriors)
- 1980 : Le Gang des frères James (The Long Riders)
- 1981 : Sans retour (Southern Comfort)
- 1982 : 48 Heures (48 Hours)
- 1984 : Les Rues de feu (Streets of Fire)
- 1985 : Comment claquer un million de dollars par jour (Brewster's Millions)
- 1986 : Crossroads
- 1987 : Extrême Préjudice (Extreme Prejudice)
- 1988 : Double Détente (Red Heat)
- 1989-1991 : Les Contes de la crypte (Tales from the Crypt) (série télévisée, 3 épisodes)
- 1989 : Johnny Belle Gueule (Johnny Handsome)
- 1990 : 48 Heures de plus (Another 48 hours)
- 1992 : Les Pilleurs (Trespass)
- 1993 : Geronimo (Geronimo: An American legend)
- 1995 : Wild Bill
- 1996 : Dernier Recours (Last Man Standing)
- 1997 : Expériences interdites (Perversions of Science) (série télévisée, 1 épisode)
- 2000 : Supernova
- 2002 : Un seul deviendra invincible (Undisputed)
- 2004 : Deadwood (série télévisée, 1 épisode)
- 2006 : Broken Trail (TV)
- 2012 : Du plomb dans la tête (Bullet to the Head)
- 2016 : Revenger (The Assignment)
- 2022 : Dead for a Dollar

### Scénariste
- 1972 : Requiem pour des gangsters (Hickey & Boggs) de Robert Culp
- 1972 : Guet-apens (The Getaway) de Sam Peckinpah (d'après une nouvelle de Jim Thompson)
- 1973 : Le Voleur qui vient dîner (The Thief Who Came to Dinner) de Bud Yorkin
- 1973 : Le Piège (The Mackintosh Man) de John Huston (d'après une nouvelle de Desmond Bagley)
- 1975 : La Toile d'araignée (The Drowning Pool) de Stuart Rosenberg (d'après une nouvelle de Ross Macdonald)
- 1975 : Le Bagarreur (Hard times) de lui-même (coécrit avec Bryan Gindoff et Bruce Henstell)
- 1977 : Dog and Cat (série télévisée) (créateur - coécrit avec Tom Greene)
- 1977 : Dog and Cat (téléfilm pilote) (coécrit avec Heywood Gould)
- 1978 : Driver (The Driver) de lui-même
- 1979 : Les Guerriers de la nuit (The Warriors) de lui-même (coécrit avec David Shaber (en), d'après une nouvelle de Sol Yurick)
- 1979 : Alien, le huitième passager (Alien) de Ridley Scott (coécrit avec Dan O'Bannon, d'après une histoire de Dan O'Bannon et Ronald Shusett)
- 1980 : Le Gang des frères James (The Long Riders) de lui-même (réécritures, non crédité)
- 1981 : Sans retour (Southern Comfort) de lui-même (coécrit avec Michael Kane)
- 1982 : 48 Heures (48 hours) de lui-même (coécrit avec Roger Spottiswoode)
- 1984 : Les Rues de feu (Streets of Fire) de lui-même (coécrit avec Larry Gross)
- 1986 : Blue City de Michelle Manning (coécrit avec Lukas Heller, d'après une nouvelle de Ross Macdonald)
- 1986 : Aliens, le retour (Aliens) de James Cameron (coécrit avec David Giler et James Cameron)
- 1988 : Double Détente (Red Heat) de lui-même (coécrit avec Harry Kleiner)
- 1989-1991 : Les Contes de la crypte (Tales from the Crypt) (épisodes Cutting Cards, Deadline et The Man Who Was Death)
- 1992 : Alien 3 de David Fincher (coécrit avec David Giler et Larry Ferguson)
- 1994 : Guet-apens (The Getaway) de Roger Donaldson (coécrit avec Amy Holden Jones, d'après une nouvelle de Jim Thompson)
- 1995 : Wild Bill de lui-même (d'après un roman de Pete Dexter)
- 1996 : Dernier Recours (Last Man Standing) de lui-même (d'après un scénario original d'Akira Kurosawa et Ryūzō Kikushima)
- 2002 : Un seul deviendra invincible (Undisputed) de lui-même (coécrit avec David Giler)
- 2016 : Revenger (The Assignment) de lui-même (coécrit avec Denis Hamill)
- 2022 : Dead for a Dollar de lui-même (coécrit avec Matt Harris)

### Producteur / producteur délégué
- 1979 : Les Guerriers de la nuit (The Warriors) de lui-même (uniquement la version Ultimate Director's Cut sortie en vidéo)
- 1979 : Alien, le huitième passager (Alien) de Ridley Scott
- 1985 : Rustlers' Rhapsody de Hugh Wilson
- 1986 : Blue City de Michelle Manning
- 1986 : Aliens, le retour (Aliens) de James Cameron (à travers la société Brandywine Productions)
- 1988 : Double Détente (Red Heat) de lui-même
- 1989-1996 : Les Contes de la crypte (Tales from the Crypt) (série télévisée)
- 1992 : Two-Fisted Tales (téléfilm) de Richard Donner, Tom Holland et Robert Zemeckis
- 1992 : Alien 3 de David Fincher (à travers la société Brandywine Productions)
- 1993 : Geronimo (Geronimo: An American legend) de lui-même
- 1993-1994 : Crypte Show (Tales from the Cryptkeeper) (série TV) - 5 épisodes
- 1995 : Le Cavalier du Diable (Tales from the Crypt presents: Demon Knight) d'Ernest R. Dickerson
- 1995 : W.E.I.R.D. World (téléfilm) de William Malone
- 1996 : La Reine des vampires (Bordello of Blood) de Gilbert Adler
- 1996-1997 : Secrets of the Cryptkeeper's Haunted House (série TV)
- 1996 : Dernier Recours (Last Man Standing) de lui-même
- 1997 : Expériences interdites (Perversions of Science) (série TV)
- 1997 : Alien, la résurrection (Alien: Resurrection) de Jean-Pierre Jeunet (à travers la société Brandywine Productions)
- 2002 : Un seul deviendra invincible (Undisputed) de lui-même
- 2002 : Ritual (Tales from the Crypt Presents: Ritual) d'Avi Nesher
- 2004 : Deadwood (série TV) - 1 épisode (consultant)
- 2004 : Alien vs Predator de Paul W. S. Anderson (à travers la société Brandywine Productions)
- 2006 : Broken Trail (TV) de lui-même
- 2007 : Aliens vs. Predator: Requiem de Greg et Colin Strause (à travers la société Brandywine Productions)
- 2012 : Prometheus de Ridley Scott (à travers la société Brandywine Productions)
- 2017 : Alien: Covenant de Ridley Scott (à travers la société Brandywine Productions)
- 2024 : Alien: Romulus de Fede Álvarez

### Caméos
- 1973 : Messiah of Evil de Willard Huyck : une victime (prologue)
- 2017 : Baby Driver d'Edgar Wright : l'interprète au tribunal (caméo vocal)

## Distinctions
- Grand Prix au Festival du film policier de Cognac 1983 pour 48 Heures
- Primetime Emmy Award de la meilleure réalisation pour une série télévisée dramatique en 2004 pour l'épisode pilote de Deadwood

## Bandes dessinées
- Balles perdues, scénario adapté en bande dessinée par Matz, dessins de Jef, Rue de Sèvres, 2015
- Corps et âme, scénario adapté en bande dessinée par Matz, dessins de Jef, Rue de Sèvres, 2016

## Le style Walter Hill
En 2014, Walter Hill remarque en interview plusieurs similitudes entre certains personnages de ses films :

« Mes héros ont généralement un côté très bavard avec un total opposé à leurs côtés, comme Bruce Dern dans Driver, ou Eddie Murphy dans 48 Heures, ou James Coburn dans Le Bagarreur. J’aime le genre de dialogue entre des gens qui ont un but commun, mais des appétits et des besoins très disparates, de sorte qu’il y a toujours une sorte de friction qui circule dans le film. Ils ne s’aiment pas beaucoup, et j’espère que le film leur fournira une raison pour atteindre un genre de respect l’un pour l’autre. »

— Walter Hill, The Guardian
Dans plusieurs de ses films, un bar ou une boîte de nuit se nomme le Torchy's : Driver (1978), 48 heures (1982), Les Rues de feu (1984) et Comment claquer un million de dollars par jour (1985).